# Instrument Systems
Instrument Systems ist ein Technologieunternehmen mit Hauptsitz in München, das sich mit Entwicklung, Produktion und Vertrieb von Lichtmesstechnik beschäftigt. Seit 2012 gehört das Unternehmen zu Konica Minolta. Instrument Systems entwickelt und produziert in München und Berlin; der überwiegende Teil des Umsatzes wird im Ausland erzielt.

## Geschichte
Richard Distl gründete Instrument Systems noch als Student der Technischen Universität München im Jahr 1986. Anfangs wurden das Unternehmen sowie die ersten Produktentwicklungen durch eine TOU-Förderung (technologieorientierte Unternehmensgründung) vom Bundesministerium für Bildung und Forschung finanziell unterstützt. Bereits als Jugendlicher entwickelte Richard Distl im Rahmen von Jugend Forscht zusammen mit einem Mitschüler ein neues Polarimeterkonzept. Eine Weiterentwicklung dieses Prinzips zur Bestimmung der Wellenlänge von Lichtstrahlung sowie das Konzept für die spätere Fast-Scanning-Technologie von Spektrometern bildeten die Grundlage für die Firmengründung von Instrument Systems.
2009 wurde das Unternehmen nach ISO 17025 als Prüflabor akkreditiert. Mit der Übernahme der Lichtmesssparte Optronik von X-Rite Inc.  etablierte Instrument Systems in Berlin einen zweiten Entwicklungs- und Fertigungsstandort. 2012 erwarb Konica Minolta 100 % der Gesellschafteranteile des Unternehmens. 2013 übernahm Instrument Systems die Entwicklungs- und Fertigungsrechte von Autronic-Melchers, eines Herstellers von Display-Messsystemen. Der Gründer Richard Distl schied 2014 aus dem Unternehmen aus. 2018 wurde ein Standort in Vietnam gegründet; im Zusammenhang damit erfolgte die Gründung der Tochtergesellschaft Instrument Systems Vietnam Company Ltd. Im Juli 2022 wurde Kimsoptec übernommen, ein koreanischer Hersteller von Displaymesssystemen.

### Umsatzentwicklung
2010 beauftragte der koreanische Elektronik-Hersteller LG Innotek Instrument Systems mit der Lieferung von Array-Spektrometern im Wert von mehreren Millionen Euro. Mit dem Wachstum der LED-Industrie stiegen auch die Umsätze des Unternehmens bis 2018. Im Geschäftsjahr 2017/18 erwirtschaftete Instrument Systems mit 144,3 Mio. Euro erstmals einen Umsatz oberhalb der 100-Millionen-Euro-Grenze. Nach einem Umsatz von 50,6 Mio. Euro im Jahr 2020 lag der Umsatz für das Geschäftsjahr 2020/21 bei 68,2 Mio. Euro. Für das Geschäftsjahr 2021/22 gibt Instrument einen noch nicht im Bundesanzeiger veröffentlichten Umsatz von 72 Mio. Euro an.

## Geschäftstätigkeit
Instrument Systems entwickelt und fertigt Geräte und Komplettlösungen zur Vermessung von Lichtquellen und Displays. Die Messsysteme kombinieren teils mehrere Messgeräte und ergänzende Komponenten, z. B. zur automatischen Positionierung, externen Beleuchtung oder Temperierung der Prüfobjekte. Die Steuerung der Systeme, Datenerhebung und -darstellung erfolgen mit eigenentwickelter Software. Das Unternehmen bietet laut dem eigenen Produkt- und Systemkatalog auch modulare, für unterschiedliche Anwendungen konfigurierbare Systeme sowie vollständig nach Kundenspezifikationen entwickelte Lösungen an.
Produkte des Unternehmens werden in der Forschung und Entwicklung, in der industriellen Produktion (Schnelltests), in der produktionsbegleitenden Qualitätskontrolle und Analyse (etwa in Lichtlaboren) sowie bei der Zertifizierung (in Prüf- und Testinstituten) eingesetzt. Die Messgeräte und -systeme dienen insbesondere zur Vermessung von LEDs und LED-Modulen, von SSL-Lichtquellen, Automobil- und Verkehrsbeleuchtung sowie von LED- und OLED-Displays.

## Sonstiges
Instrument Systems ist Mitglied der Internationalen Beleuchtungskommission (CIE) und wirkt in dieser Eigenschaft unter anderem an der Entwicklung und regelmäßigen Aktualisierung des Richtliniendokuments „CIE 127“ mit, das Empfehlungen für die Vermessung von LEDs gibt.